# Zvláštní způsoby dokazování
Zvláštní způsoby dokazovaní v trestním řízení jsou upraveny v trestním řádu, části první, hlavě V., oddílu třetím, v ustanoveních § 104a, § 104b, § 104c, §104d, § 104e zákona č. 141/1961 Sb. Mezi zvláštní způsoby dokazování patří konfrontace, rekognice, vyšetřovací pokus, rekonstrukce a prověrka na místě.
- Konfrontace spočívá v postavení dvou výpověď poskytujících osob tváří v tvář a posouzení jejich interakce za účelem zhodnocení jejich věrohodnosti.
- Rekognice spočívá v rozpoznání osob nebo věcí důležitých pro trestní řízení.
- Vyšetřovací pokus spočívá v pokusném způsobu ověření určitého skutkového děje nebo jeho eventualit.
- Rekonstrukce spočívá v obnovení určité situace nebo okolností důležitých pro trestní řízení.
- Prověrka na místě slouží k ověření nebo doplnění výpovědi s ohledem na místní poměry.

Rozdílnosti mezi jednotlivými zvláštními způsoby dokazování spočívají v odlišném účelu i způsobu jejich provedení.